# Newry City Football Club
Newry City F.C. foi uma equipe norte-irlandesa de futebol com sede em Newry. Disputava a primeira divisão da Irlanda do Norte (Campeonato Norte-Irlandês de Futebol).
Seus jogos foram mandados no The Showgrounds, que possui capacidade para 7.949 espectadores.

## História
O Newry City F.C. foi fundado em 1923 e extinto em 2012.
A formação de um novo clube chamado Newry City Athletic Football Club foi finalizado em março de 2013, com o clube começando na Mid-Ulster Football League, pela temporada 2013–14.